# Ebenhausen-Werk
Ebenhausen-Werk ist ein Gemeindeteil von Baar-Ebenhausen im oberbayerischen Landkreis Pfaffenhofen an der Ilm.

## Lage
Der Ort ist über die Bundesstraße 13 zu erreichen. Vor allem im Westen befindet sich Siedlung, östlich schließt sich ein größeres Gewerbegebiet an. Er wird von der Paar durchflossen und von der Bahnstrecke München–Treuchtlingen durchquert.

## Geschichte
Nachdem die ursprüngliche militärische Pulvermühle zerstört worden war, beschloss man im Jahre 1862 in München, im jetzigen Gemeindeteil Ebenhausen-Werk nahe der früheren Aidmühle eine neue Pulverfabrik zu errichten. Jedoch blieb auch diese nicht von Unfällen verschont. So explodierten am 9. August 1865 das Walzwerk, die zweite Mühle und kurze Zeit später auch das Stampfwerk. Weitere Explosionen ereigneten sich am 24. September 1866 und am 9. Mai 1867.
Von 1914 bis 1918 wurde die Pulverfabrik zu einem großen Betrieb ausgebaut, der zeitweise bis zu 6.000 Arbeiter beschäftigte. Doch mit dem Ende des Ersten Weltkrieges kam auch das Ende der Pulverfabrik. Das Gelände lag mit Ausnahme einiger kleiner Betriebe still, bis dort 1938 eine neue Pulverfabrik errichtet wurde. 1942 begann erneut die Fabrikation von Pulver, 1943 waren alle Gebäude und Einrichtungen in Betrieb. Auf dem Gelände des Konzentrationslagers in Dachau befand sich vor dessen Errichtung eine Außenstelle der Pulverfabrik.
Nach Ende des Zweiten Weltkrieges wurden sämtliche Fabrikationsgebäude und auch das große Kesselhaus und der neu erbaute Wasserturm durch Sprengungen zerstört.
Heute sind in Ebenhausen-Werk mehrere größere Betriebe angesiedelt, wie die Gesellschaft für Sondermüllbeseitigung in Bayern (GSB), aber auch verschiedenartige mittelständische und kleinere Firmen aus den Bereichen Papier-, Kunststoff-, Metall- sowie Holzverarbeitung.
Ebenhausen-Werk war ein Ortsteil der Gemeinde Ebenhausen, bevor diese 1984 mit der Gemeinde Baar zu Baar-Ebenhausen fusioniert wurde.